# الأنبا ماكسيموس

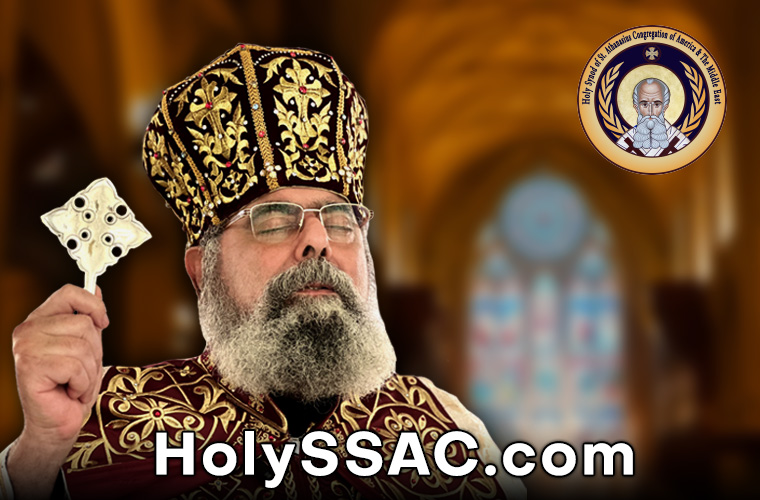

نيافة الأسقف مكسيموس حنا بانوب هو رئيس أساقفة المجمع المقدس لكنائس القديس أثناسيوس في ولاية بنسلفانيا بالولايات المتحدة الأمريكية و الشرق الأوسط.

## حياته
- تخرج في الكلية الإكليريكية اللاهوتية للأقباط الأرثوذكس عام 1972 1972[1][2]
- تم الاستغناء عن خدماته في الكنيسة القبطية في مايو عام 1976[1]
- 28 نوفمبر في 1982 أعلن انفصاله نهائيا عن الكنيسة القبطية وخدمة ورعوية مسيحية جامعة لكل الطوائف المسيحية في ضاحية مصر الجديدة. وفي 28 نوفمبر 1982 أسس مؤسسة القديس إثناسيوس الرسولي، وأشهرت بوزارة الشؤون الاجتماعية في مصر تحت رقم 3918، وأصبح لها فروع في عدة محافظات في مصر.[1]
- توسعت خدمة المؤسسة و أصبح لها  فروع في كل أنحاء الجمهورية في الدلتا و صعيد مصر. بلغ عدد عظاته الصوتية والمرئية المسجلة التي وعظها ما يقارب خمسة آلاف عظة في المواضيع الروحية والرعوية واللاهوتية.
- كتب مؤلفات مسيحية وزعتها وكالة الأهرام للنشر والتوزيع. أسماء الكتب هي "حياة المسيح"، "صورة الله"، "لماذا ولد يسوع"، و "المسيح مخلص العالم".
- نال شهتدة الدكتوراه في اللاهوت من كلية سانت إلياس بالولايات المتحدة 2004[2]
- نصب أسقفا مساعدا لأبرشية نبراسكا باسم ماكسيموس ثم اعتمد أسقفا لأبرشية القديس إثناسيوس الأرثوذكسية في مصر والشرق الأوسط وعين مطرانا عليها.[1]
- أسقف في المجمع المقدس للمسيحيين الأرثوذكس بنبراسكا 2005[2]
- مؤسس المجمع المقدس لكنائس اثانسيوس بالولايات المتحدة والشرق الأوسط 2006.[2]
- 20 يونيو من العام 2006 تم الإعلان عن ترقية الأسقف ماكسيموس إلى رتبة رئيس أساقفة بكنيسة القديسة كاترين في سيورد نبراسكا في الولايات المتحدة.[1]
- 2 يوليو 2006 أعلن عن تأسيس المجمع المقدس لكنائس القديس إثناسيوس في مصر.[1]
- عميد كلية القديس اثناسيوس بجامعة اكسفورد عام 2009.[2]
- أصبح عضوا في المجمع المقدس للكنيسة الروسية (الأرثوذكس الحقيقيين الكتاكومز) - شهادة الأنتساب.[3]
- كما شارك في معرض الكتاب سنه 2024 من خلال مجموعة من الكتب "التغير إلى صورة مجده"، "بين العهدين"، حق الانجيل"، "تهويد المسيحية"، "محنة أم الشهداء".

## تصريحات ومواقف
ذكر الأنبا ماكسيموس في لقاء على قناة الجزيرة أن ما يقارب 50 ألف مسيحي يعتنقون الإسلام سنويا أي ما لا يقل عن مليون وربع تركوا المسيحية وأشهروا إسلامهم خلال ال36 سنة الماضية وحتى عام 2008، وقال انه يملك اسطوانة بها تسجيل صوتي للأنبا باخميوس مطران البحيرة[ ؟ ] في اللجنة الخماسية يقول فيها أن معتنقي الإسلام في مصر يبلغون حوالي 50 ألف شخص سنويا طوال الستة وثلاثون عاما،[بحاجة لمصدر] وعندما سأله أحمد منصور عن الأسباب قال ماكسيموس أن غالبيتهم تحولوا إلى الإسلام بسبب مشاكل وأن 50% منهم اعتنقوا الإسلام بسبب مشكلة الطلاق. كذبَّت الكنيسة المصرية تصريحات ماكسيموس عن ارتداد المسيحيين واتهمه باخميوس بانه زوّر الإسطوانة، وأن ذلك كان حفلاً بمناسبة رسامة البابا شنودة عام 2002 وليس مؤتمرا.

## مؤلفاته

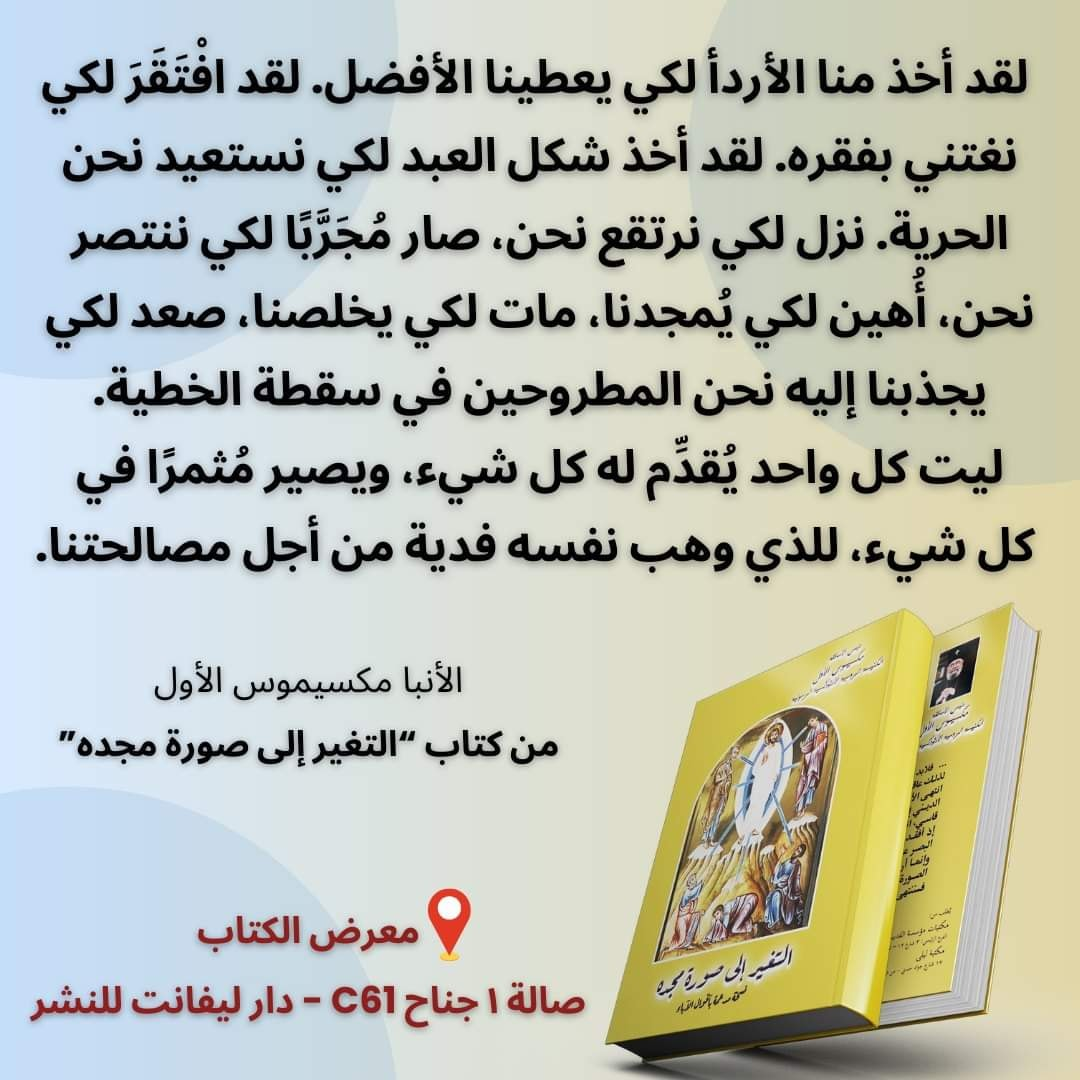
كتاب التغير لصورة مجده (نسخة مدعمة بأقوال الآباء) هو كتاب ضمن مجموعة قام الانبا مكسيموس الاول بتأليفها وكتابتها كما شارك بها من خلال معرض الكتاب لسنة 2024

قام الانبا مكسيموس بكتابة وتأليف مجموعه من الكتب التي شارك بها في مَعْرِض الكتاب
1. كتاب بين العهدين
2. كتاب حق الإنجيل
3. كتاب التغير لصورة مجده (نسخة صغيرة)

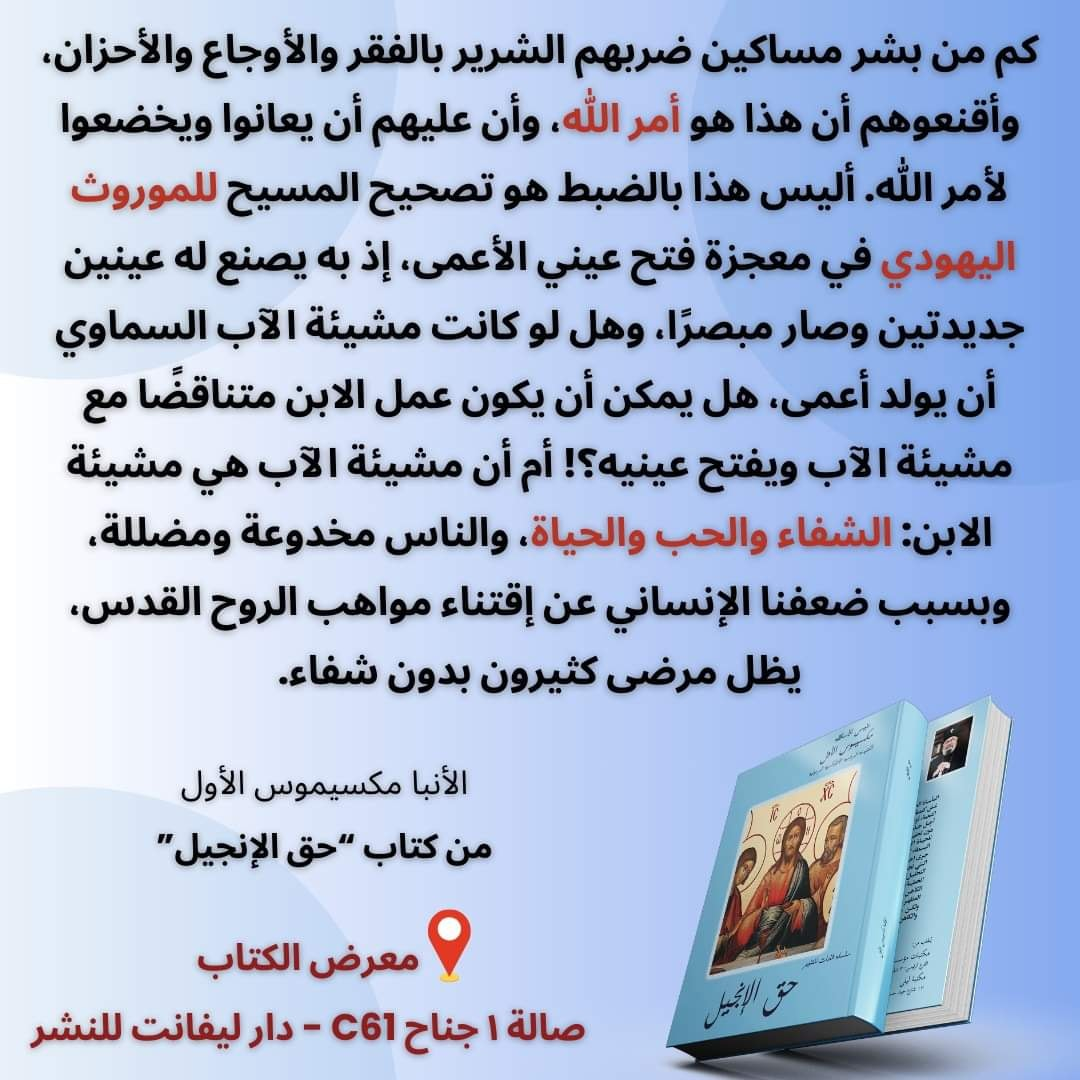
كتاب حق الانجيل هو كتاب ضمن مجموعة قام الانبا مكسيموس الاول بتأليفها وكتابتها كما شارك بها من خلال معرض الكتاب لسنة 2024

4. كتاب محنة أم الشهداء
5. كتاب تهويد المسيحية
6. كتاب التغير لصورة مجده (نسخة مدعم بأقوال الآباء)

## مراجع

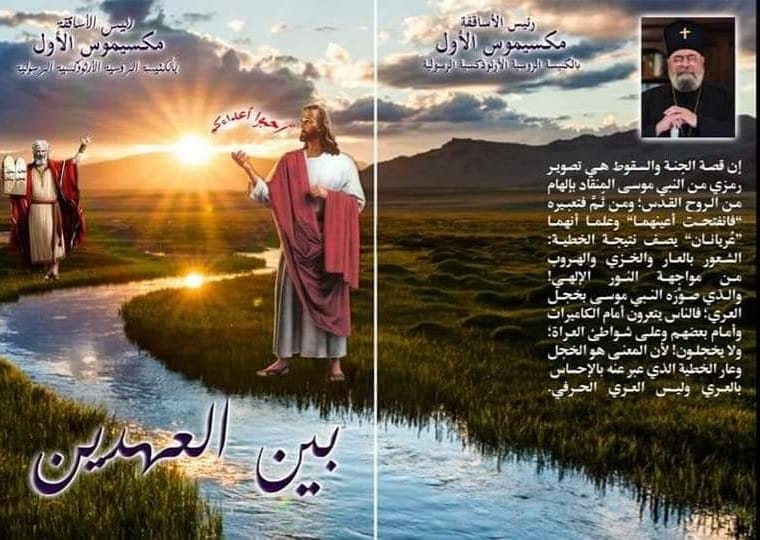
كتاب بين العهدين هو كتاب ضمن مجموعة قام الانبا مكسيموس الاول بتأليفها وكتابتها كما شارك بها من خلال معرض الكتاب لسنة 2024

## وصلات خارجية
- الكنسية القبطية في مصر على يوتيوب، قناة الجزيرة مباشر، 29 يوليو 2010
- أتباع كنيسة الأنبا ماكسيموس يكسرون حاجز الـ 100 ألف[وصلة مكسورة]، أخبار العالم، 9 ديسمبر 2009
- الأنبا ماكسيموس يقود عصيانا ضد البابا شنودة وأعضاء المجلس الملي يصفونه «بالمهرطق»[وصلة مكسورة]، الشرق الأوسط، 2 يوليو 2006
- كاهن كنيسة يقود أول انشقاق على البابا شنودة الثالث في مصر، العربية نت، 1 يوليو 2006
- Maximum upset from Maximus
- ماكسيموس: وهبني الله حب محمد، عشرينات، 28 أكتوبر 2007
- ماكس ميشيل يستغيث بـ «مسيحيي العالم» لإنقاذ أقباط مصر من «كارثة الارتداد عن الدين»، المصري اليوم، 21 فبراير 2008
- قال إنه يحب النبي محمد.. ماكسيموس يصف البابا شنودة بأنه «رمز الطائفية» ويحمله مسئولية الاحتقان بين المسلمين والمسيحيين، المصريون، 8 أكتوبر 2007
- الأنبا ماكسيموس الأول